# Златко Янков
Златко Георгиев Янков (роден на 7 юни 1966 г.), наричан по прякор Фара, е български футболист, полузащитник. Част от златното поколение на България, достигнало до 4-то на световното първенство САЩ'94.

## Кариера
Играл е като защитник и дефанзивен полузащитник за Странджа, Нефтохимик, Черноморец, Левски (София), Локомотив (София), Камено, Реал Валядолид, Байер Юрдинген и турските Бешикташ (Истанбул), Аданаспор (Адана), Ванспор и Генчлербирлиги (Анкара). Шампион на България през 1993, 1994 и 1995 г. с Левски (Сф). Носител на купата на страната през 1991, 1992 и 1994 г. с Левски (Сф). В А група има 240 мача и 26 гола. За Левски е изиграл 12 мача и е вкарал 5 гола за купата и 10 мача с 1 гол в евротурнирите (4 мача и 1 гол за КЕШ, 4 мача за КНК и 2 мача за купата на УЕФА), има и 2 мача за Черноморец в КНК. За националния отбор на България дебютира на 17 октомври 1986 г. срещу Румъния (в Букурещ), има 79 мача и 4 гола. Участва на СП-1994 в САЩ, където става бронзов медалист (играе в 6 мача), на СП-1998 във Франция (в 2 мача) и на ЕП-1996 в Англия (в 3 мача). Покрива голям периметър в средата на терена, с точен пас, организатор на играта. На 13 август 2003 г. прекратява футболната си кариера с бенефисен мач в Бургас. На 7 февруари 2014 г. е назначен за старши треньор на първодивизионния Нефтохимик.

## Статистика по сезони
- Странджа – 1982/83 – В група, 8 мача/1 гол
- Странджа – 1983/84 – В група, 26/5
- Нефтохимик – 1984/85 – Б група, 40/1
- Нефтохимик – 1985/86 – Б група, 34/4
- Нефтохимик – 1986/87 – Б група, 31/8
- Черноморец – 1987/88 – А група, 22/0
- Черноморец – 1988/89 – Б група, 37/2
- Черноморец – 1989/90 – А група, 30/2
- Левски (Сф) – 1990/91 – А група, 29/1
- Левски (Сф) – 1991/92 – А група, 29/3
- Реал Валядолид – 1992/ес. - Примера Дивисион, 6/1
- Левски (Сф) – 1992/93 – А група, 17/3
- Левски (Сф) – 1993/94 – А група, 24/6
- Левски (Сф) – 1994/95 – А група, 29/5
- Байер (Юрд) – 1995/96 – Бундеслига, 15/1
- Бешикташ – 1996/97 – Турска Суперлига, 33/2
- Бешикташ – 1997/98 – Турска Суперлига, 28/1
- Аданаспор – 1998/ес. - Турска Суперлига, 7/1
- Нефтохимик – 1999/пр. - А група, 13/1
- Локомотив (Сф) – 1999/ес. - А група, 7/0
- Ванспор – 2000/пр. - Турска Суперлига, 6/1
- Генчлербирлиги – 2000/пр. - Турска Суперлига, 9/1
- Черноморец – 2000/01 – А група, 15/3
- Нефтохимик – 2001/02 – А група, 24/1
- Камено – 2006/пр. - А ОФГ, 12/1
- Камено – 2006/ес. - А ОФГ, 8/0